# تپه چشمه استل حاج علی
تپه چشمه استل حاج علی مربوط به عصر مس و سنگ - عصر آهن دو I است و در شهرستان دورود، بخش مرکزی، دهستان ژان، روستای بهرام آباد علیا واقع شده و این اثر در تاریخ ۲۳ بهمن ۱۳۸۵ با شمارهٔ ثبت ۱۷۱۹۱ به‌عنوان یکی از آثار ملی ایران به ثبت رسیده است.